# Light Years
A Light Years Kylie Minogue ausztrál énekesnő hetedik stúdióalbuma, mely 2000. szeptember 25-én jelent meg a Parlophone kiadásában. Az album stílusa visszatérést jelent a főáram pop és dance-pop hangzáshoz. Pozitív visszajelzést kapott a kritikusoktól, melyekben örömmel fogadták a friss és új pop gyökereit és az elektronikus zenét. Két héttel azután, hogy az ausztrál albumlista második helyén nyitott, a lemez az első helyre ugrott. Így ez lett Minogue első albuma, mely szülőföldjén, Ausztráliában a lista tetejére tudott jutni. Később az Ausztrál Hanglemezgyártók Szövetsége négyszeres platinalemezzel jutalmazta az albumot. Minogue az albumot televíziós fellépésekkel és interjúkkal promotálta, később az On a Night Like This Tour-ral folytatta, mellyel Európába és Ausztráliába is eljutott.
A lemezről öt kislemez lett kiadva. Az első kislemez, a „Spinning Around” 2000 júniusában jelent meg és sikeres volt kereskedelmileg. Ezzel a dallal tért vissza Minogue a mainstream pop zenéhez és első helyezést ért el Ausztráliában és az Egyesült Királyságban. A következő kislemez, az „On a Night Like This” 2000 szeptemberében jelent meg, amely első lett Ausztráliában és második az Egyesült Királyságban. Minogue ezt a dalt előadta a 2000. évi nyári olimpiai játékok záró ceremóniáján is. A „Kids” című duettje Robbie Williams-szel 2000 októberében jelent meg, melynek közepes sikere volt, második lett az Egyesült Királyságban és Top 20-as Ausztráliában. A negyedik kislemez a „Please Stay” 2000 decemberében jelent meg, mely szintén közepes sikert ért el. Top 10-es lett az Egyesült Királyságban és Top 20-as Ausztráliában. A „Your Disco Needs You” 2001 elején jelent meg a lemez utolsó kislemezeként, de csak Németországban.

## Háttér és kidolgozás
1998-ban Minogue szerződése a Deconstruction Records-szal lejárt, részben annak köszönhetően, hogy lemeze, az Impossible Princess nem volt sikeres az eladások terén. Az album utolsó kislemeze, a „Cowboy Style” csak Ausztráliában lett kiadva a Mushroom Records kiadó által, mely egybeesett az Intimate and Live Tour elnevezésű turnéval. 1999-re Minogue leszerződött a Parlophone kiadóhoz. El kezdett dalokat felvenni hetedik lemezéhez, a Light Years-hez, köztük a „Spinning Around”-ot, mely a visszatérő kislemeze lett. Az album 2000. szeptember 22-én jelent meg Ausztráliában és Új-Zélandon és három nappal később az Egyesült Királyságban és Európában a „Spinning Around” után. Az album eleje tartalmaz az első dal előtt egy titkos dalt, „Password” címmel.
Minogue az albumot a nagy sikerű On a Night Like This Tour koncertsorozattal reklámozta, mellyel Európába és Ausztráliába ellátogatott. Az album és a turné sikerének köszönhetően 2001. március 5-én az album egy speciális verziója került kiadásra, mely az eredeti album mellett egy második lemezt is tartalmazott, melyen számos remix kapott helyet. Az ausztrál verzióra még több remix került illetve Olivia Newton-John „Physical” című slágerének feldolgozása a turnén való nagy sikerének köszönhetően.

## Zenei stílus és dalszövegek
Az album egy friss dance-pop hangzásvilágot a nyitó dalával és egyben első kislemezével, a „Spinning Around”. A dal társszerzője az amerikai énekesnő, Paula Abdul, aki eredetileg saját magának szánta a dalt, mint lehetséges kislemezt. Mivel azonban az ő lemeze soha nem jelent meg, ezért a kiadó adta a dalt Minogue-nak. A dal szövege hasonlatosságot mutat Minogue saját karrierjével, még úgy is, hogy nem ő írta a dalt és nem is neki írták. Az „On a Night Like This” house és europop hangzásáról ismert. Második kislemezként lett kiadva, melyet Minogue a 2000. évi nyári olimpiai játékok záró ceremóniáján is előadott Sydney-ben.
A „So Now Goodbye”-t Minogue és Steve Anderson írta, melynek hangzása a diszkó és a house zene elegye. A „Disco Down” egy modern diszkó hangzást mutat szintipop és elektronikus elemekkel, mint a címadó dala, a „Light Years”. Mindkét dalt az album csúcspontjaiként tartották számon és magasztalták futurisztikus hangzásukat. A „Koocachoo” változást jelez az album hangzásában pszichedelikus pop hangszerelésének köszönhetően, hasonlóan az „I’m So High” című dalhoz. A „Loveboat”-ot és a „Your Disco Needs You”-t Minogue Robbie Williams-szel és Guy Chambers-szel közösen írta. Mindkét dalt a diszkó iránti tiszteletadásként komponálták. Williams és Chambers írt egy másik dalt is, „Kids” címmel, melyet Minogue szóló kislemezének szántak, de Williams akkora rajongója lett a dalnak, hogy inkább egy duettet formált belőle. Míg az album dalainak döntő többsége eredeti felvétel volt, Minogue feldolgozta az „Under the Influence of Love” című diszkó dalt. Más dalok hangzásilag eltérőek voltak, mint például a negyedik kislemezként kiadott „Please Stay”, mely latin hangzású, vagy a „Bittersweet Goodbye”, mely jellemzően a lemez egyetlen balladája.

## Cím és borító
Az album címe a Light Years című dalból ered. Vincent Peters, a divattervezők és fotográfusok egyike lett kiválasztva, hogy Minogue-ot fotózza a borítójához. A fotózás egy villán kívül zajlott Ibiza egyik északi részén. Peters állítólag nagyon szokatlan képei miatt lett a feladatra kiválasztva. Képei azonnali ikonikus művészi alkotásnak számítottak. A borítón egy elragadó háttér látható a tengerről és az égről egy arany naplementével, mely olyan benyomást kelt, mint egy természetfeletti fényudvar. Peters egy interjúban a következőt nyilatkozta :
„A legjobb dolog Kylie-ban, hogy különbözik a többi hírességtől. Különbség van aközött, hogy a hírességek hogyan látják önmagukat és hogy a közönség mit akar látni. Többségük reprodukálni akar egy bizonyos logót vagy önmaguk egyik karikatúráját. Egy évekkel korábban kialakított imázsra koncentrálnak, mely megnehezíti a dolgokat, mert nem tudják azt megismételni. A legjobb dolgok akkor történnek, amikor nincsenek improvizálásra kényszerítve. Minden fotósnak saját elképzelése van Kylie-ról és ő hagyja őket kibontakozni. Ez a nagy különbség Kylie és a többi híresség közt.”

## Kislemezek
A „Spinning Around” 2000 júniusában lett kiadva a lemez első kislemezeként. Ez a dal jelentette Minogue visszatérését a mainstream popzenéhez, mely első helyezést ért el Ausztráliában és az Egyesült Királyságban. Ezután az „On a Night Like This” jelent meg második kislemezként 2000 szeptemberében, amikor is első lett Ausztráliában és második az Egyesült Királyságban. A kislemez megjelenését követően Minogue előadta a dalt a 2000. évi nyári olimpiai játékokon. Az ezt követő héten, miután a lista csúcsáról visszaesett, újra sikerült az első helyre jutnia Ausztráliában.
2000 októberében jelent meg duettje, a „Kids” Robbie Williams-szel a lemez harmadik kislemezeként és Williams Sing When You’re Winning című lemezének második kislemezeként. A dalt Williams és Guy Chambers írta, mely második lett az Egyesült Királyságban és tizennegyedik Ausztráliában. A dal egy másik verziója rap betétjével Williams lemezén jelent meg. A „Please Stay” a Light Years negyedik kislemezeként jelent meg 2000 decemberében, mely a tizedik helyet érte el az Egyesült Királyságban és a tizenötödiket Ausztráliában. Minogue a dalt a brit Top of the Pops-ban adta elő.
A Minogue, Williams és Chambers által írt „Your Disco Needs You” 2001 januárjában jelent meg kislemezként Németországban az EMI kiadó által, ahol a 31. helyig jutott a listán. A dal korlátozott, 10 000 példányban Ausztráliában is kiadásra került. A dal éppen elérte a huszadik helyet, majd ezután a 45. helyre zuhant, és ezt követően eltűnt a listáról. A „Butterfly” csak az Egyesült Államokban kizárólag kluboknak lett kiadva, ahol a Dance Club Songs listán sikeres lett. A dal később Minogue következő albumának, a Fever-nek az amerikai verzióján, mint bónuszdal szerepelt.

## Fogadtatás

### A kritikusok értékelései
A Light Years-t jól fogadták a zenei kritikusok. Chris True az AllMusic-tól megjegyezte, hogy ez az album „nem egyszerűen egy újabb dance-pop lemez Minogue-tól, hanem egy nagyszerű kollekciója különböző diszkó stílusoknak és europop giccsnek”. Kritikáját azzal zárta, hogy „az egyik legjobb diszkólemez a ‘70-es évek óta és hogy a Light Years-en Minogue kényelmét érzi annak, hogy ki is ő valójában és abban, hogy miben jó”. Nick Levine a Digital Spy-tól a lemez hangzását nagyon giccsesnek jellemezte, míg dicsérte, hogy maga az album a 2000-es évek elejének fényes, szikrázó diszkólemeze. Az NME megjegyezte, hogy az albumon látható, hogy Minogue dobta azon aggodalmát, hogy menő legyen és visszatért diszkó-pop gyökereihez, hozzátéve, hogy „a Light Years-en minden rajta van, amit Kylie-ról kevesebb, mint egy órában meg lehet tudni, és ezt vidáman, tökéletesen alakították ki”. Andrew Lynch az Entertainment.ie-től úgy látta, hogy az album „egy következetlen alkotás és mint Kylie összes lemezének, ennek az albumnak is kiábrándítóan egyenlőtlen a minősége”. Azt szintén hozzátette, hogy „a legjobb daloknak eleven minősége van és egészében nézve egy sokkal jobb lemez, mint ahogy azt a kritikusok bevallanák”.

### Kereskedelmi fogadtatás
Ausztráliában a Light Years a második helyen debütált a lemezeladási listán 2000. október 2-án. Három héttel később feljutott a lista első helyére, mellyel ez lett Minogue első albuma, mely el tudta érni ezt a pozíciót szülőhazájában. 41 hetet töltött a Top 50-ben és az Ausztrál Hanglemezgyártók Szövetsége négyszeres platinalemezzel jutalmazta, miután több, mint 280 000 példányban kelt el. Új-Zélandon a nyolcadik helyig jutott és összesen öt hetet töltött az albumlistán. Az Egyesült Királyságban a brit albumlista második helyéig jutott, ahol a Brit Hanglemezgyártók Szövetsége platinalemezzel jutalmazta a több, mint 300 000 példányban elkelt albumot. A lemeznek közepes sikere volt más országokban, mint Magyarországon, ahol a 16. helyig jutott, 24. lett Finnországban, 26. Svédországban, 28. Svájcban és 35. Németországban.

## Számlista
|     | Cím                         | Szerző(k)                                                  | Producer(ek)          | Hossz |
| --- | --------------------------- | ---------------------------------------------------------- | --------------------- | ----- |
| 1.  | Spinning Around             | Ira Shickman, Osborne Bingham, Kara DioGuardi, Paula Abdul | Mike Spencer          | 3:27  |
| 2.  | On a Night Like This        | Steve Torch, Graham Stack, Mark Taylor, Brian Rawling      | Stack, Taylor         | 3:33  |
| 3.  | So Now Goodbye              | Kylie Minogue, Steve Anderson                              | Johnny Douglas        | 3:37  |
| 4.  | Disco Down                  | Douglas                                                    | Douglas               | 3:57  |
| 5.  | Loveboat                    | Minogue, Guy Chambers, Robbie Williams                     | Chambers, Steve Power | 4:10  |
| 6.  | Koocachoo                   | Minogue, Douglas                                           | Douglas               | 4:00  |
| 7.  | Your Disco Needs You        | Minogue, Chambers, Williams                                | Chambers, Power       | 3:33  |
| 8.  | Please Stay                 | Minogue, Richard Stannard, Julian Gallagher, John Themis   | Stannard, Gallagher   | 4:08  |
| 9.  | Bittersweet Goodbye         | Minogue, Anderson                                          | Anderson              | 4:09  |
| 10. | Butterfly                   | Minogue, Anderson                                          | Mark Picchiotti       | 3:23  |
| 11. | Under the Influence of Love | Paul Politi, Barry Eugene White                            | Stannard, Gallagher   | 3:33  |
| 12. | I’m So High                 | Minogue, Chambers, Megan Smith                             | Chambers, Power       | 4:20  |
| 13. | Kids (Robbie Williams-szel) | Williams, Chambers                                         | Chambers, Power       | 4:08  |
| 14. | Light Years                 | Minogue, Stannard, Gallagher                               | Stannard, Gallagher   | 4:47  |

| 15. | Your Disco Needs You (Japán verzió) | Chambers, Williams | Chambers, Power | 3:33 |
| 16. | Password (hidden track)             | Minogue, Douglas   | Douglas         | 3:50 |

| 15. | Your Disco Needs You (Spanyol verzió) | Minogue, Chambers, Williams | Chambers, Power | 3:33 |
| 16. | Password (hidden track)               | Minogue, Douglas            | Douglas         | 3:50 |

| 15. | Your Disco Needs You (Német verzió) | Minogue, Chambers, Williams | Chambers, Power | 3:33 |
| 16. | Password (hidden track)             | Minogue, Douglas            | Douglas         | 3:50 |

| 1. | Spinning Around (7th District Club Mental Mix) | Shickman, Bingham, DioGuardi, Abdul  | Spencer             | 6:33 |
| 2. | Spinning Around (Sharp Vocal Mix)              | Shickman, Bingham, DioGuardi, Abdul  | Spencer             | 7:04 |
| 3. | On a Night Like This (Rob Searle Mix)          | Torch, Stack, Taylor, Rawling        | Stack, Taylor       | 7:58 |
| 4. | On a Night Like This (Bini & Martini Club Mix) | Torch, Stack, Taylor, Rawling        | Stack, Taylor       | 6:33 |
| 5. | Please Stay (Hatiras Dreamy Dub Mix)           | Minogue, Stannard, Gallagher, Themis | Stannard, Gallagher | 7:02 |
| 6. | Please Stay (7th District Radio Mix)           | Minogue, Stannard, Gallagher, Themis | Stannard, Gallagher | 4:00 |
| 7. | Please Stay (7th District Club Flava Mix)      | Minogue, Stannard, Gallagher, Themis | Stannard, Gallagher | 6:33 |
| 8. | Butterfly (Sandstorm Dub)                      | Minogue, Anderson                    | Picchiotti          | 9:03 |
| 9. | Your Disco Needs You (Casino Mix)              | Minogue, Chambers, Williams          | Chambers, Power     | 3:38 |

| 1.  | Spinning Around (7th District Club Mental Mix) | Shickman, Bingham, DioGuardi, Abdul  | Spencer                                      | 6:33 |
| 2.  | Spinning Around (Sharp Vocal Mix)              | Shickman, Bingham, DioGuardi, Abdul  | Spencer                                      | 7:04 |
| 3.  | On a Night Like This (Rob Searle Mix)          | Torch, Stack, Taylor, Rawling        | Stack, Taylor                                | 7:58 |
| 4.  | On a Night Like This (Bini & Martini Club Mix) | Torch, Stack, Taylor, Rawling        | Stack, Taylor                                | 6:33 |
| 5.  | On a Night Like This (Bini & Martini Dub Mix)  | Torch, Stack, Taylor, Rawling        | Stack, Taylor                                | 6:34 |
| 6.  | Please Stay (Hatiras Dreamy Dub Mix)           | Minogue, Stannard, Gallagher, Themis | Stannard, Gallagher                          | 7:02 |
| 7.  | Please Stay (Metro Mix)                        | Minogue, Stannard, Gallagher, Themis | Stannard, Gallagher                          | 5:50 |
| 8.  | Please Stay (7th District Club Flava Mix)      | Minogue, Stannard, Gallagher, Themis | Stannard, Gallagher                          | 6:33 |
| 9.  | Butterfly (Sandstorm Dub)                      | Minogue, Anderson                    | Picchiotti                                   | 9:03 |
| 10. | Your Disco Needs You (Casino Radio Mix)        | Minogue, Chambers, Williams          | Chambers, Power                              | 3:38 |
| 11. | Physical                                       | Steve Kipner, Terry Shaddick         | Alexis Smith, Josh Abrahams, Marius De Vries | 4:42 |

## Közreműködők
| - Kylie Minogue – vokál, háttérvokál - Tracie Ackerman – háttérvokál - William Baker – stylist - Big G. – gitár, producer, mérnök, keverés - Adam Brown – mérnök, keverés - Winston Blissett – basszusgitár - Jim Brumby – digitális szerkesztés - Andy Caine – háttérvokál - Tom Carlisle – mérnök, keverés - Guy Chambers – gitár, producer - Dave Clews – billentyűs, programozás - Pete Davis – digitális szerkesztés - Johnny Douglas – producer, ütés - Rick Driscoll – vokál - Andy Duncan – ütőhangszerek, dob programozás - Lance Ellington – háttérvokál - Richard Flack – digitális szerkesztés - Sergio Flores – producer - Julian Gallagher – producer - Clive Griffith – háttérvokál - Simon Hale – billentyűs, karmester, vonós hangszerelést - Pete Howarth – háttérvokál - Ash Howes – keverés, rögzítés - Sylvia Mason James – háttérvokál - Katie Kissoon – háttérvokál - Steve Lewinson – basszusgitár - Savvas Lossifidis – mérnök - Will Malone – rendező, karmester - Dave McCracken – digitális szerkesztés - Steve McNichol – programozás - Paul Mertens – fuvola | - Mick Mullins – háttérvokál - Sharon Murphy – háttérvokál - David Naughton – mérnök asszisztens - Tessa Niles – háttérvokál - Gary Nuttall – háttérvokál - Vincent Peters – fotós - Mark Picchiotti – producer, keverés - Steve Power – billentyűs, producer, mérnök, keverés - Alan Ross – gitár - Gyanta Rubbers – húrok - Dan Russell – háttérvokál - Jonn Savannah – háttérvokál - Dave Sears – rendező - Craig J. Snider – billentyűs - Phil Spalding – basszusgitár - Mike Spencer – gyártás koncepciója - Graham Stack – producer, keverés - Richard Stannard – producer - Miriam Stockley – háttérvokál - Ren Swan – mérnök, keverés - Alvin Sweeney – asszisztens - Mark Taylor – producer, keverés - Neil Taylor – gitár - John Themis – gitár - Paul Turner – gitár, basszusgitár - Tony Walthers – háttérvokál - Carl Wayne – háttérvokál - Paul Williams – háttérvokál - Richard Woodcraft – mérnök - Claire Worrall – vokál - Gavyn Wright – karmester |

## Helyezések
| Albumlista (2000–01)                 | Legjobb helyezés |
| ------------------------------------ | ---------------- |
| Ausztrália (ARIA Charts)             | 1                |
| Belgium (Ultratop Flandria)          | 44               |
| Németalföld (Dutch Charts)           | 71               |
| Finnország (Suomen virallinen lista) | 24               |
| Franciaország (SNEP)                 | 50               |
| Németország (Media Control Charts)   | 35               |
| Magyarország (Mahasz)                | 16               |
| Írország (Ír albumlista)             | 13               |
| Új-Zéland (RIANZ)                    | 8                |
| Svédország (Sverigetopplistan)       | 25               |
| Svájc (Schweizer Hitparade)          | 28               |
| Egyesült Királyság (OCC)             | 2                |

| Albumlista (2000)        | Legjobb helyezés |
| ------------------------ | ---------------- |
| Ausztrália (ARIA Charts) | 17               |
| Egyesült Királyság (OCC) | 58               |
| Albumlista (2001)        | Legjobb helyezés |
| Ausztrália (ARIA Charts) | 17               |
| Egyesült Királyság (OCC) | 156              |

| Albumlista (2000–09)     | Legjobb helyezés |
| ------------------------ | ---------------- |
| Ausztrália (ARIA Charts) | 69               |

## Minősítések és eladási adatok
| Ország                   | Minősítés          | Minősítési érték | Alapul         |
| ------------------------ | ------------------ | ---------------- | -------------- |
| Ausztrália (ARIA)        | 4×-es platinalemez | 280 000+         | Szállításokon  |
| Dél-Afrika (RiSA)        | 2×-es platinalemez | 100 000+         | Értékesítésben |
| Egyesült Királyság (BPI) | Platinalemez       | 300 000+         | Szállításokon  |

## Külső hivatkozások
- Kylie Minogue hivatalos oldal (angolul)